# Татранський повіт
Татранський повіт (пол. powiat tatrzański) — один з 19 земських повітів Малопольського воєводства Польщі.
Утворений 1 січня 1999 року в результаті адміністративної реформи.

## Загальні дані
Повіт знаходиться у південній частині воєводства.
Адміністративний центр — місто Закопане.
Станом на 1.01.2008 населення становить 65 168 осіб, площа 471,65 км². Розташовані Червені Верхи.

## Демографія
Демографічні дані повіту станом на 30.06.2005:
|       | Всього | Всього | Жінки  | Жінки | Чоловіки | Чоловіки |
| ----- | ------ | ------ | ------ | ----- | -------- | -------- |
|       | осіб   | %      | осіб   | %     | осіб     | %        |
| Повіт | 65 362 | 100    | 34 100 | 52,2  | 31 262   | 47,8     |
| Міста | 27 647 | 100    | 15 005 | 54,3  | 12 642   | 45,7     |
| Села  | 37 715 | 100    | 19 095 | 50,6  | 18 620   | 49,4     |